# Blood teller
Singles de Faylan
Tomoshibi
(2011) Dead END / Soukyuu no Hikari
(2012)
Blood teller est le 13e single de Faylan sorti sous le label Lantis le 9 novembre 2011 au Japon. Il sort en format CD et CD+DVD.
Blood teller a été utilisé comme thème de fermeture pour l'anime 	Future Diary (Mirai Nikki). Il arrive 39e à l'Oricon et reste classé 4 semaines. Blood teller se trouve sur l'album Prism.

## Liste des titres
| 1. | Blood teller                              | Aki Hata | Masato Nakayama (Elements Garden) | 4:32 |
| 2. | Pianote (PIANOTE)                         | rino     | Anze Hijiri                       | 5:21 |
| 3. | Blood teller (off vocal)                  | Aki Hata | Masato Nakayama (Elements Garden) | 4:32 |
| 4. | Pianote (off vocal) (PIANOTE (off vocal)) | rino     | Anze Hijiri                       | 5:20 |

| 1. | Blood teller |  |